# 臺灣總督府臺北高等學校
25°01′35″N 121°31′38″E / 25.026305°N 121.527189°E

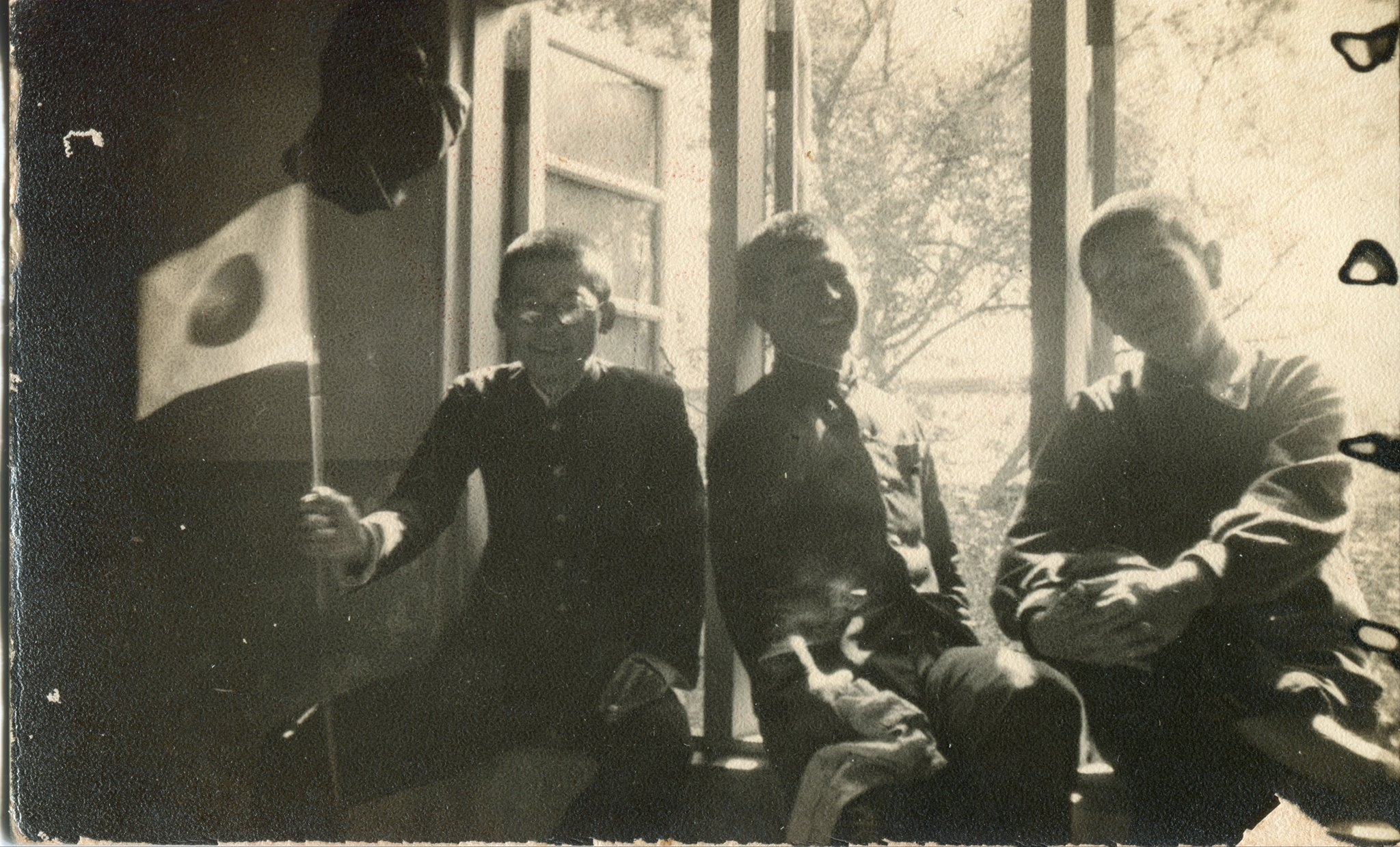
臺北高等學校學生宿舍七星寮南十室內（右端：久松康二，中央：岡山光雄；高雄中學校畢業後，久松氏進入臺北高等學校就讀，並在昭和十八年畢業，又就讀於臺北帝國大學文科，他在戰前即在臺北高等學校刊物上多次投稿，十分的活躍）。

臺灣總督府臺北高等學校（日语：〔〕／ Taiwan sōtokufu Taihoku kōtōgakkō */?），簡稱為臺北高等學校或台北高校，是臺灣日治時期在台日本人子弟為主所就讀的七年制高等學校，但仍有部份台灣人曾就讀該校，也有極少數來自朝鮮和滿洲國的學生。該學校是日治時期台灣島內唯一升大學的管道，入學競爭十分激烈。1945年改制為臺灣省立臺北高級中學，1946起臺灣省立師範學院（現國立臺灣師範大學）借用其校舍成立，1949年臺北高級中學停辦。其本館、普通教室、生徒控所與講堂為臺北市定古蹟。

## 校史

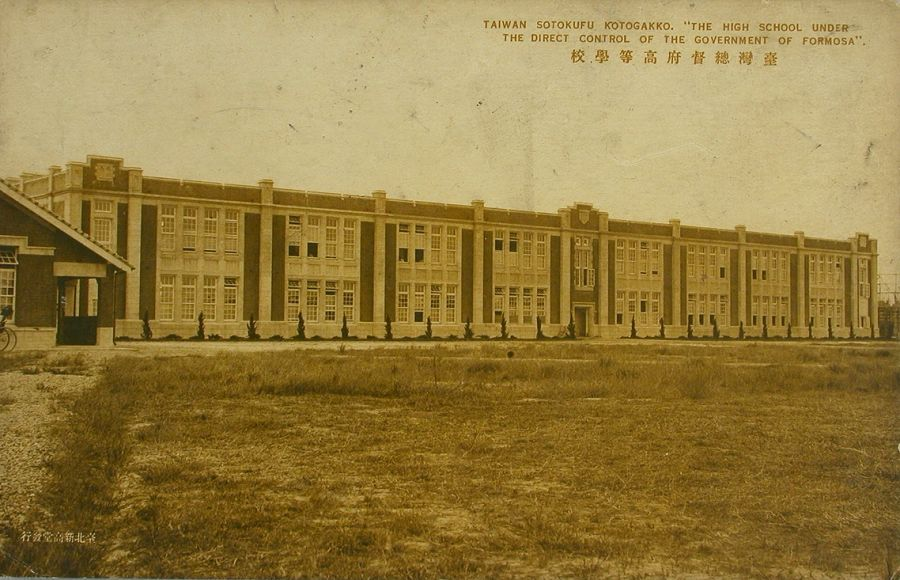
臺北高等学校時代的普通教室

- 1922年2月6日：《臺灣教育令》第2次修正發佈，實施日台共學制，原來1919年臺灣教育令沒有規定的高等教育被列入。
- 1922年4月1日：設立「臺灣總督府高等學校」，為七年制的高等學校，設校時先設立四年制尋常科(與中學校同程度)，由小學生的畢業生或經考試錄取。
- 1925年：設置三年制高等科（日治時期等同於大學預科），除了由尋常科學生完成四年課程後不經考試得以直升外，均由中學校的畢業生或四年肄業生經由考試及格錄取，本年進入高等科的學生為台北高校第一屆學生。
- 1926年：改稱「臺灣總督府臺北高等學校」，為中學進入大學的過渡教育。並遷移到古亭町校舍上課，普通教室與生徒控所同時完成。
- 1928年：行政大樓完成，同年三月第一屆臺灣總督府臺北高等學校學生畢業，日人同時設置臺北帝國大學讓畢業生得以在台灣繼續銜接就學。在1941年臺北帝國大學增設預科以前，臺灣總督府臺北高等學校是台灣島內唯一升大學的管道，競爭十分激烈。
- 1929年：講堂及其他主體校舍完成。
- 1930年：建首任校長三澤糾銅像。
- 1945年10月：國民政府接收台灣，台北高校改制為「臺灣省立臺北高級中學」。
- 1946年6月：「臺灣省立師範學院」借用臺北高級中學校舍正式成立；8月臺灣省立臺北高級中學校長一職，開始由臺灣省立師範學院院長兼任。
- 1949年：臺灣省立臺北高級中學最後一屆學生畢業。

## 歷任校長

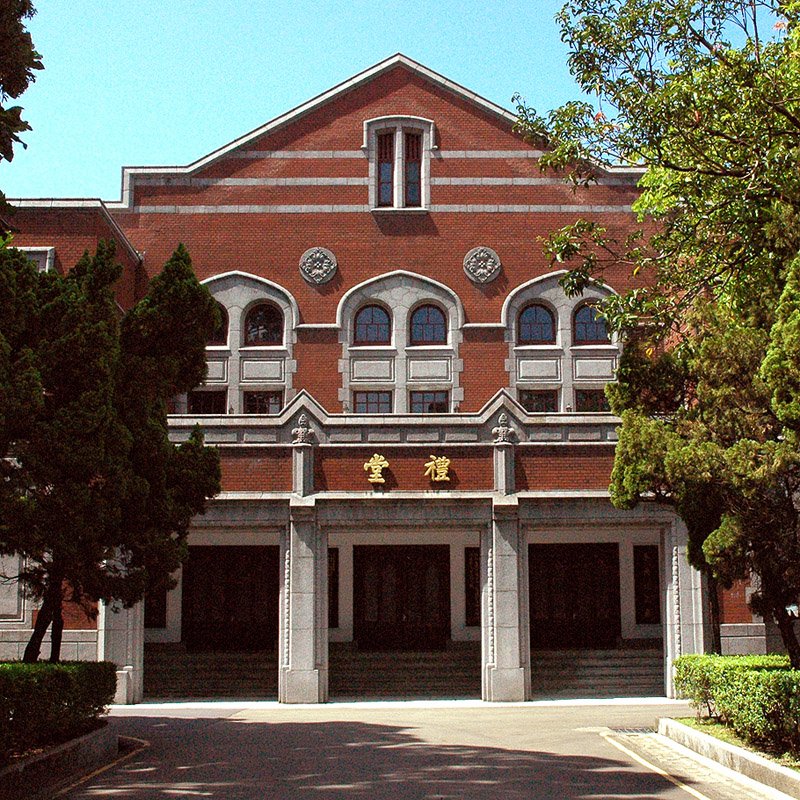
臺北高等學校講堂（今國立臺灣師範大學禮堂）

- 松村傳（日语：松村伝）（1922年4月ㄧ1925年3月）：第一任校長，由台北第一中學校的校長兼任。
- 三澤糾（日语：三沢糾）（1925年5月ㄧ1929年11月）：設置高等科時的校長。
- 下村湖人（1929年11月ㄧ1931年9月）：原台中中學校校長。
- 谷本清心（1931年9月一1941年8月）：原廣島高等師範學校教授、台北高等學校教授。
- 下川履信（1941年8月ㄧ1946年3月）：最後一任校長。

## 校歌
台北高校校歌第一校歌 大正14年（1925年） 
獅子頭山に
作詞：三沢 糾，作曲：阿保 寛
獅子頭山に雲みだれ　　　七星が嶺に霧まよふ
朝な夕なに天かける　　　理想を胸に秘めつゝも
駒の足掻のたゆみなく　　業にいそしむ學びの舎
限りも知らに奥ふかき　　文の林に分け入りて
花つむ袂薫ずれば　　　　若き學徒の誇らひに
碧空遠く嘯きて　　　　　わがペガサスに鞭あてむ
錬武の場に下り立ちて　　たぎる熱汗しぼるとき
鐵の腕に骨鳴りて　　　　男の子の心昂るなり
つるぎ収めてかへるとき　北斗の星のかげ清し
あゝ純眞の意氣を負ふ　　靑春の日はくれやすく
一たび去ってかへらぬを　など君起ちて舞はざるや
いざ手をとりて歌はなむ　生の歡喜を高らかに
（中文譯）
獅子頭山上雲氣蓬蓬　　　七星嶺上霧朦朧
朝夕不斷掛長空　　　　　高尚理想存吾胸
駒足奔騰永不休窮　　　　奮勉繁忙學業中
前途無量深奧無窮　　　　學問進展捷如風
但看花香盈我袂　　　　　青年得意喜重重
引吭高歌遙望碧空　　　　揚鞭顧盼氣融融
大顯身手練武場中　　　　男子熱汗灑英雄
鐵腕鋼筋誇百鍊　　　　　心懷壯志吐長虹
勒馬橫刀歸來歌唱　　　　北斗七星影青青
哈！要抱正直之志氣　　　青春易逝去匆匆
光陰一過不復還　　　　　及時努力舞庭中
與君攜手歡呼一曲　　　　人生歡樂在其中

## 校徽
台北高等學校校徽由畫家鹽月桃甫以芭蕉闊葉及椰子樹葉尖所設計，因此又稱為「蕉葉校徽」。其中代表的意義包括：
- 椰子葉：勝利、正義、向上。
- 三角形：平等、安定、進步。
- 三角的頂角：真善美、科學藝術宗教、教育道德體育之不偏的理想。

## 知名校友

### 政治界
- 李登輝：繼任第7任、及第8、9任中華民國總統，1943年（昭和18年）畢業（第十七期）[2]，後就讀京都帝國大學農學部。
- 辜寬敏：獨派大老，臺灣五大望族鹿港辜家成員，1945年十月畢業，第廿期。
- 徐慶鐘：前中華民國行政院副院長，1928年畢業，第一期。
- 劉闊才：前中華民國立法院副院長，1932年畢業，第五期。
- 戴炎輝：前中華民國司法院院長，1930年畢業，第三期。有兩子為戴東雄與戴東原。
- 林金生：前中華民國考試院副院長，其子為林懷民。
- 周百鍊：前中華民國監察院副院長。
- 黃啟瑞：前臺北市市長。
- 賴順生：前苗栗縣長，前考試院考試委員。
- 陳錫卿：前彰化縣長、臺灣省政府民政廳長。
- 陳新安：前高雄縣長，育有三子為陳建榮、前中華民國副總統陳建仁與陳建德。
- 吉岡英一（日语：吉岡英一）：日本國稅廳長官、日本開發銀行總裁。
- 田代一正：日本防衛廳長官官房長、大藏省官僚。
- 新保實生：日本北海道開發事務次官、大藏省官僚。
- 大原一三（日语：大原一三）：日本農林水產大臣、大藏省官僚。1945年十月畢業，第廿期。與辜寬敏及竹內昭太郎為同班同學。
  - 川崎寛治（日语：川崎寛治）：日本眾議院議員（日本社會黨）。
  - 有馬元治（日语：有馬元治）：日本眾議院議員（自由民主黨）、勞働省事務次官。
- 佐伯喜一（日语：佐伯喜一）：野村綜合研究所會長、日本防衛廳防衛研修所長。

### 醫學界
- 李鎮源：藥理學家、台灣獨立運動參與者，1935年（昭和10年）畢業，第八期，後就讀臺北帝國大學醫學部，前臺大醫院院長，中央研究院院士。
- 郭維祖：台灣醫生，翻譯家。
- 林宗義：醫學家，台灣腦神經精神醫學的先鋒和奠基人。
- 施純仁：開創台灣神經外科，啟動台灣器官移植，前行政院衛生署署長，國際外科學會榮譽院士。
- 魏火曜：前臺大醫院院長，前高雄醫學院院長，東京帝國大學醫學博士。
- 宋瑞樓：前臺大醫學院教授，前和信醫院院長，台灣的肝病之父、台灣消化內視鏡之父，中央研究院院士。
- 黃伯超：前臺大醫學院院長。
- 陳五福：眼科醫師，社會工作者，創辦「慕光盲人重建中心」，人稱「台灣史懷哲」、「噶瑪蘭的燭光」，台北帝國大學醫學部畢業。
- 柯源卿：東京大學醫學士，臺大公衛所教授，投入工業衛生研究。擔任大同公司醫務室主任直至1987年退休，與林挺生為台北高校時期同學。其子柯慶明為台大中文系和台灣文學研究所教授。

### 文學界
- 中村地平：作家，1931年（昭和6年）畢業，後就讀東京帝國大學文學部。
- 張冬芳：台灣詩人，作家，哲學研究者，前國立臺灣大學先修班教授。
- 邱永漢：作家、經濟評論家，被譽為「日本股神」、「賺錢之神」，1943年（昭和18年）畢業，後就讀東京帝國大學經濟學部。

### 金融界
- 辜振甫：台灣知名企業家，1937年（昭和12年）畢業，第十期，後就讀台北帝國大學法學部。
- 張漢裕：經濟學家，前國立臺灣大學經濟學系教授。
- 林挺生：前大同公司董事長、前臺北市議會會長。
- 橋本南海男：沖電氣工業社長。

### 科學界
- 鹿野忠雄：人類學家，1930年（昭和5年）畢業，後就讀東京帝國大學理學部地理科。
- 武谷三男（日语：武谷三男）：理論物理學家，1932年（昭和7年）畢業，後就讀京都帝國大學理學部。
- 小田稔：宇宙物理學者、理化學研究所理事長、諾貝爾物理學獎候選人。
- 久保亮五：日本首位波茲曼獎得主，諾貝爾物理學獎候選人。

### 法律界
- 蔡章麟：第一位臺籍中華民國司法院大法官，前臺大法律系教授，前監察委員。
- 洪遜欣：前中華民國司法院大法官，1935年畢業，第八期，與李鎮源同期，前臺大法律系副教授。
- 陳世榮：前中華民國司法院大法官。
- 王育霖：東京帝國大學法科畢業，曾任日本京都地方法院檢察官、中華民國臺灣新竹地方法院檢察處檢察官，二二八事件時失蹤。
- 小田滋：國際法學者、國際法院法官暨副院長。
- 竹內昭太郎：1945年十月畢業，第廿期文科，與辜寬敏為同屆，曾任蕉葉會及蕉兵會會長，於紀政、楊傳廣、沈君山因過去在日本有不良出入境記錄無法至名古屋開會，在辜寬敏協助連絡竹內昭太郎幫忙協調下，三人才得從大阪入境，著有《永遠的台灣》一書。

### 教育界
- 吳守禮：前國立臺灣大學文學系教授。1930年畢業，第三期。
- 黃得時：前國立臺灣大學文學系教授。
- 鐘浩東：曾任臺灣省立基隆中學校長，在臺灣白色恐怖時期的基隆市工作委員會案中，殉難。
- 田大熊：曾任南投中學校長。

### 其他
- 王育德：語言學家、台獨運動參與者。1943年（昭和18年）畢業，後就讀東京帝國大學文學部。
- 黃彰輝：牧師。臺灣基督長老教會牧師，曾任臺南神學院院長。臺獨運動參與者。
- 賴永祥：圖書館學家。中國圖書分類法的設計者，1942年（昭和17年）畢業，後就讀東京帝國大學法學部，曾任哈佛大學哈佛燕京圖書館、國立臺灣大學圖書館代理館長、圖書館學系系主任。
- 川崎健（日语：川崎健）：日本東北大學名譽教授，世界著名水產學者。
- 上山春平（日语：上山春平）：歴史學家，1942年（昭和17年）畢業，後就讀京都帝國大學文學部。
- 東嘉生：經濟史學家，1928年畢業，第一期畢業生，後就讀臺北帝國大學文政學部，曾任臺北帝國大學文政學部經濟學研究室助教授、南方研究所研究員。

### 知名教職員
- 犬養孝：東京帝國大學文學部畢業後，任教台北高校時，曾為辜寬敏及竹內昭太郎班級導師，終戰後任教於大阪大學教授。萬葉集學者，曾為昭和天皇講學及吟唱萬葉集。
- 島田謹二：教授。比較文學者。
- 葛超智：英文教師。曾被懷疑為美國間諜，或稱柯喬治（George H. Kerr），即禁書《被出賣的臺灣》的作者，戰後擔任美國外交官、作家、大學教授，且是美國為數不多熟知二戰期間和戰後的臺灣、琉球‧沖繩及日本情況的專家。《被出賣的臺灣》記錄了柯喬治擔任美國駐中華民國臺北副總領事期間，臺灣被中華民國接管和以1947年「二二八事件」所代表的大陸人、臺灣人互相殘殺的情形，並結合當時的國際形勢，詳細記錄了臺灣和臺灣人的苦惱。
- 鹽月桃甫:講師。畫家。

## 周邊
台北高等學校和台北帝國大學周邊一帶因學校的設立，發展成：本鄉町（現師大路、浦城街一帶）、神田町（現羅斯福路二段、和平東路路口一帶）、昭和町（現和平東路一段、青田街、溫州街一帶）等教職員聚集的住宅區，本鄉和神田是東京有名的文教區，本鄉更是東京大學的所在地，台北兩大高等學府附近的「本鄉町」、「神田町」的地名來源正好對應東京的文教區。

## 外部連結
- 台北高等學校網站
- 台北高等學校寮歌集 （页面存档备份，存于）
- 臺灣師範大學原高等學校校舍（講堂、行政大樓、文薈廳、普字樓）—文化部文化資產局 （页面存档备份，存于）